# 토레 가이아역
토레 가이아(이탈리아어: Torre Gaia) 역은 로마 지하철 C선의 역이다. 원래는 로마-피우지-알라트리-프로시노네 철도의 철도역으로 운영했다. 로마 시내의 카실리나 로를 따라 위치해 있으며 토레가이아 구와 토르벨라모나카 구로 갈 수 있다.

## 역사
2008년 7월 7일부터는 로마-판타노 선의 종점 구간을 로마 지하철 C선으로 편입시키기 위한 전환 공사를 위해 폐쇄되었다. 이후 2014년 11월 9일에 개업하였다.

## 환승
- 버스 정류장 (ATAC과 COTRAL 운영 노선)